# 빅커스 발리언트

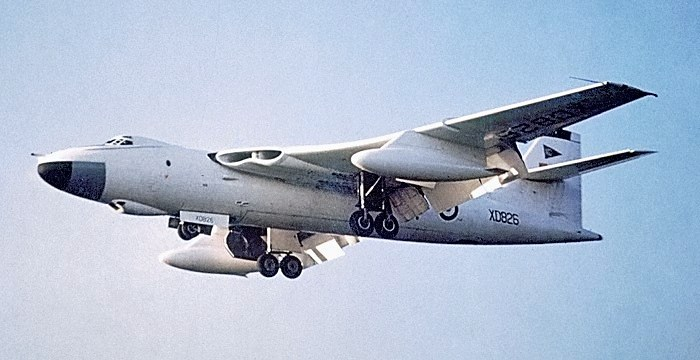
빅커스 발리언트

빅커스 발리언트(Vickers Valiant)는 영국 공군의 전략 폭격기이다. V 폭격기라고 부른다.

## 역사
1960년대 소련이 최첨단 지대공 미사일을 개발하여 폭격기의 전략적 가치가 크게 훼손되자, 영국 해군의 전략원잠으로 핵억지력을 개편하기로 결정하여 영국 공군의 V 폭격기를 모두 퇴역시키기로 결정했다. 그 전에는 V 폭격기가 유사시 모스크바를 핵공격할 수 있는 영국 핵억지력의 모든 것이었다.
2018년 한일 해상 군사 분쟁에서 문제된 일본의 가와사키 P-1 해상초계기는 제트엔진 4개의 최대이륙중량 80톤 정도의 비행기이다. 한국이 곧 도입할 보잉 737 여객기를 개조한 P-8 포세이돈 해상초계기는 쌍발엔진인 점이 차이지만, 대략 비슷한 크기이다. 발리언트도 4개의 제트엔진에 최대이륙중량 65톤이다. 비슷한 체급이다.

## B28
무게 1톤, 폭발력 TNT 1.45Mt의 미제 B28 핵폭탄을 장착한다.
북한 최초의 MRBM인 노동 미사일과 같은 의미인, 미국 최초의 MRBM인 PGM-19 주피터는 B28 핵폭탄을 W49 핵탄두로 장착한다. 한편, 미국의 노동 미사일인 주피터는 한국의 누리호 시험발사체와 비슷하다.
- PGM-19 주피터, 무게 50톤, 1단 추력 67톤 액체산소/RP-1, 최초발사 1957년, 사거리 2400 km, W49 핵탄두(1.44 Mt)
- 누리호 시험발사체, 무게 52톤, 1단 추력 65톤 액체산소/RP-1, 최초발사 2018년

2019년 현재 미국은 B83 핵폭탄을 사용한다. 그러나 제원이 1950년대의 B28 핵폭탄과 거의 비슷하다.
- B28 핵폭탄, 1958년 생산, 무게 1톤, 폭발력 TNT 1.45Mt
- B83 핵폭탄, 1983년 생산, 무게 1.1톤, 폭발력 TNT 1.2Mt

## 같이 보기
- 아브로 벌컨
- 보잉 B-47 스트래토젯
- 핸들리 페이지 빅터